# Éder Militão
Éder Gabriel Militão (phát âm tiếng Bồ Đào Nha: [ˈɛdɛʁ ɡabɾiˈɛw miliˈtɐ̃w]; sinh ngày 18 tháng 1 năm 1998) là một cầu thủ bóng đá chuyên nghiệp người Brazil hiện đang thi đấu cho câu lạc bộ La Liga Real Madrid và đội tuyển bóng đá quốc gia Brazil ở vị trí trung vệ.

## Sự nghiệp cấp câu lạc bộ
Sinh ra ở Sertãozinho, São Paulo, Militão bắt đầu chơi cho đội trẻ São Paulo vào năm 2010. Anh lần đầu được đá cho đội một tại giải Copa Paulista 2016, ra mắt vào ngày 2 tháng 7 trong trận thua 2-1 tại Ituano, với đội hình toàn cầu thủ dưới 20 tuổi. Anh đã chơi 11 trận và ghi hai bàn, lần đầu tiên trong chiến thắng 4-0 trên sân nhà trước CA Juventus vào ngày 18 tháng 9, nhờ đó CLB có suất vào vòng hai.
Militão đá trận chuyên nghiệp đầu tiên vào ngày 14 tháng 5 năm 2017, trong trận thua Cruzeiro trong trận mở màn cho Campeonato Brasileiro Série A. Anh đã có 22 lần ra sân trong mùa giải mà câu lạc bộ kết thúc ở vị trí thứ 13, và bị đuổi khỏi sân vào ngày 12 tháng 11 tại trận hòa 1-1 với Vasco da Gama. Anh đã đóng góp hai bàn thắng trong giải đấu, bắt đầu bằng bàn mở tỷ số trong chiến thắng 2-1 trước Vitória vào ngày 17 tháng 9.
Anh đá trận cuối cùng cho câu lạc bộ vào ngày 5 tháng 8 năm 2018, khi Trolor đánh bại Vasco 2-1 để đoạt vị trí dẫn đầu BXH Giải VĐQG Brazil.

### Porto

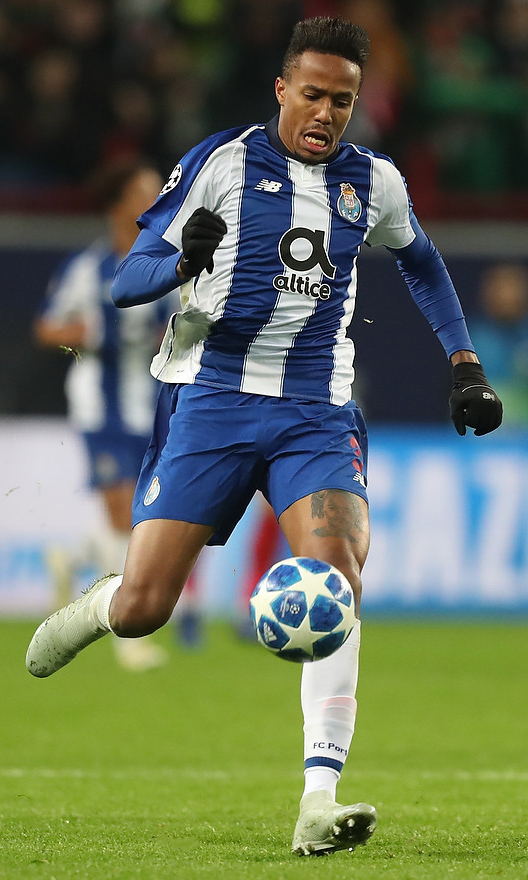
Militão thi đấu cho Porto năm 2018

Ngày 7 tháng 8 năm 2018, Militão ký hợp đồng 5 năm với đương kim vô địch Bồ Đào Nha FC Porto. Anh đá trận đầu tiên tại Primeira Liga vào ngày 2 tháng 9, có pha kiến tạo đầu tiên cho đội trưởng Héctor Herrera trong chiến thắng 3-0 trên sân nhà trước Moreirense. Sau đó anh chuyển xuống đá vị trí trung vệ, trở thành đối tác ăn ý với Felipe.
Ngày 28 tháng 11, cầu thủ người Brazil đã ghi bàn thắng đầu tiên cho câu lạc bộ, đó là pha đánh đầu sau đường chuyền của Óliver Torres. trong chiến thắng 3-1 trên sân nhà trước Schalke 04 tại vòng bảng Champions League 2018–19. Ngày 3 tháng 1 năm 2019, anh đã ghi được bàn thắng đầu tiên tại Champions League, trận đấu với tại Aves.

### Real Madrid

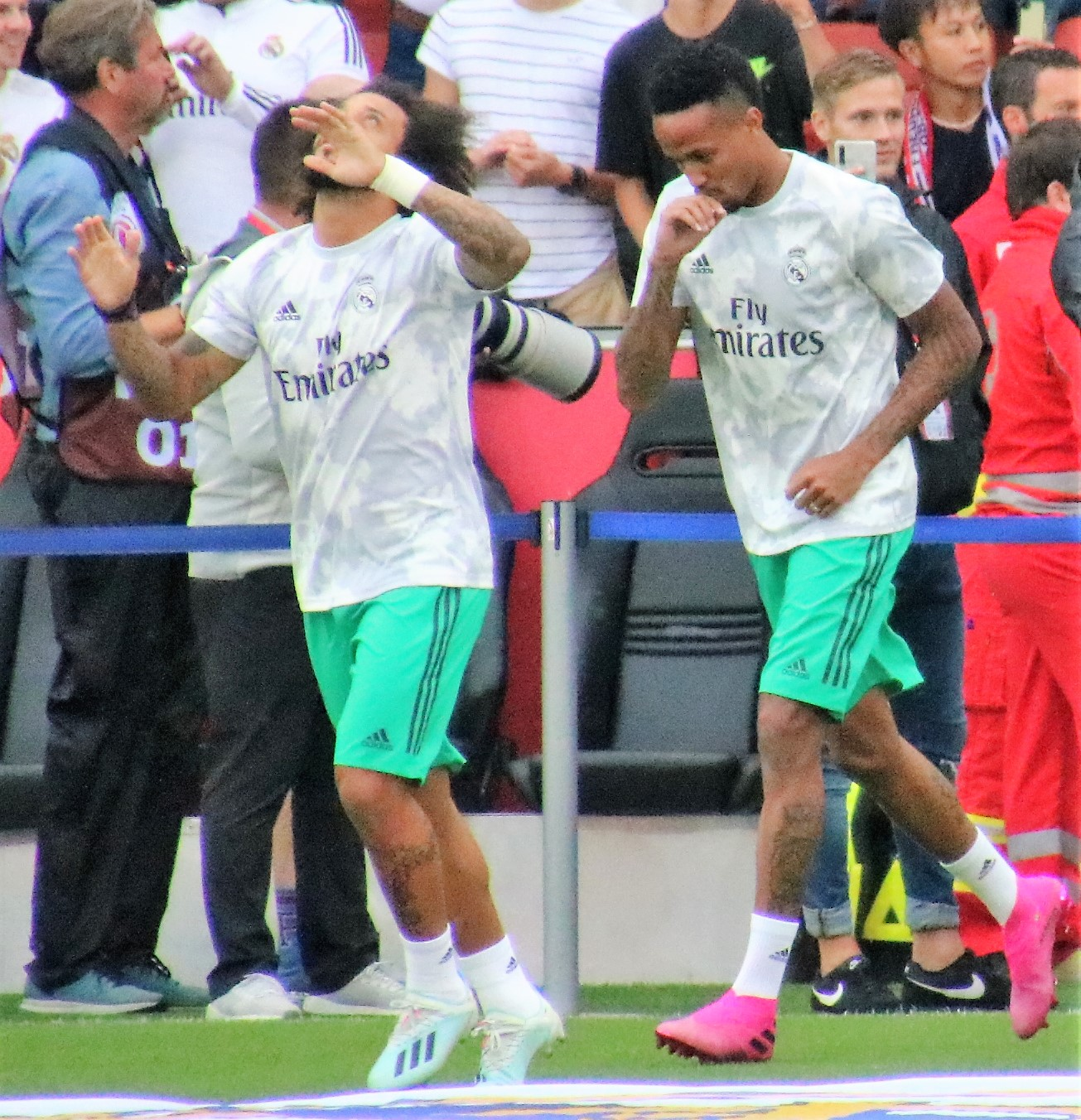
Militao cùng đồng đội Marcelo trước trận đấu giao hữu với FC Red Bull Salzburg năm 2019

Ngày 14 tháng 3 năm 2019, Real Madrid đã thông báo ký hợp đồng 6 năm có hiệu lực kể từ ngày 1 tháng 7 năm 2019, với phí chuyển nhượng được công bố là 50 triệu euro. Sao Paulo sẽ nhận được 4 triệu euro từ phí chuyển nhượng. Militão có trận đấu ra mắt vào ngày 14 tháng 9 khi vào sân thay cho Sergio Ramos trong trận thắng 3–2 trên sân nhà trước Levante. Anh có ra 15 lần ra sân trong mùa giải Real Madrid vô địch La Liga 2019–20.Mùa giải 2021–22,anh được ra sân nhiều hơn sau khi Sergio Ramos và Raphaël Varane đều rời đi.Anh cùng David Alaba tạo thành cặp đôi trung vệ ăn ý giúp Real Madrid vô địch La Liga 2021-22.Ở Champions League,anh cũng có 12 lần ra sân,góp công vào chức vô địch lần thứ 14 của câu lạc bộ

## Sự nghiệp quốc tế

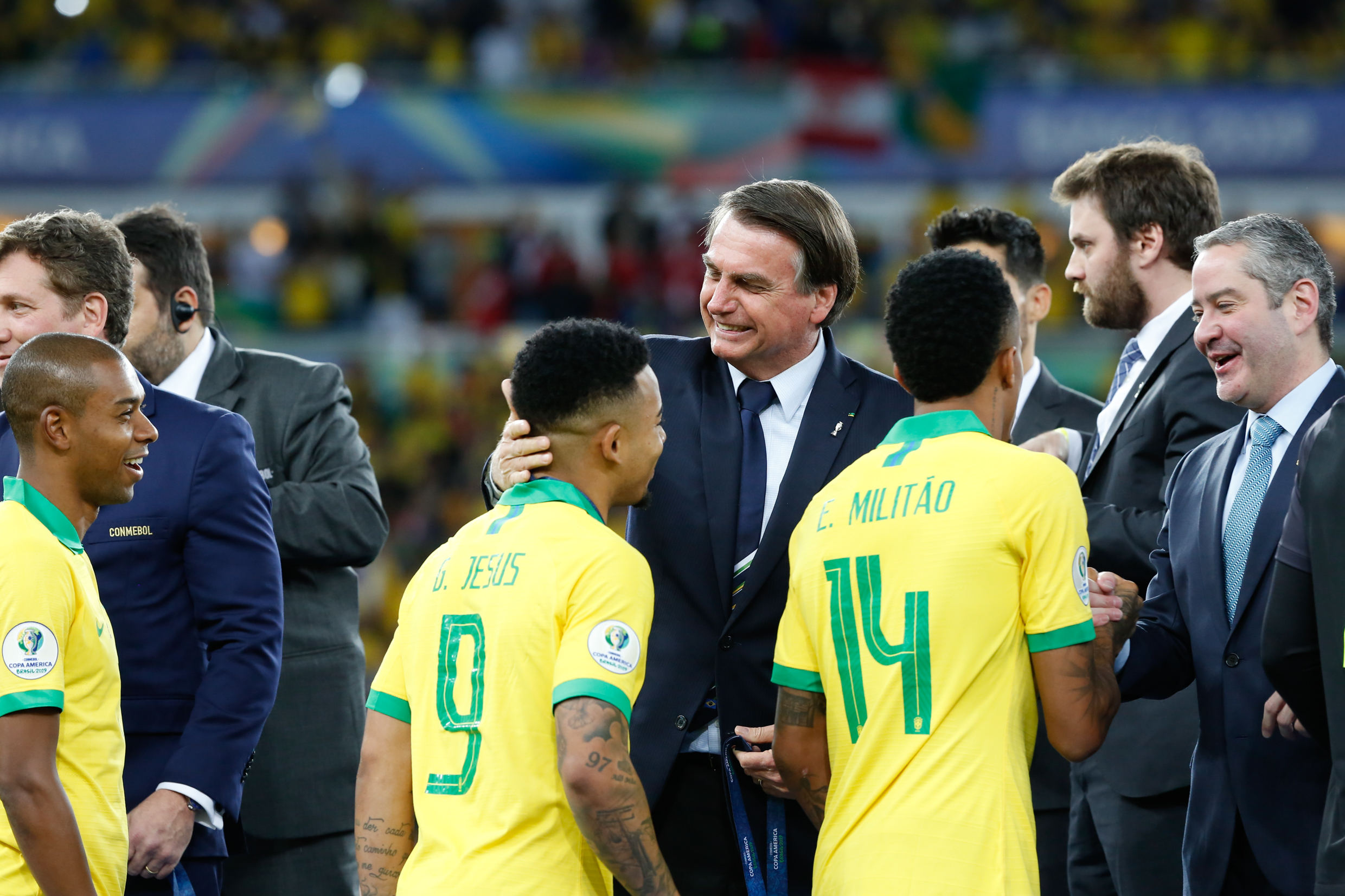
Militão (số 14) bắt tay tổng thống Brasil Jair Bolsonaro và chủ tịch CONMEBOL Alejandro Domínguez sau khi vô địch Copa América 2019.

Tháng 9 năm 2018, Militão được huấn luyện viên Tite triệu tập cho các trận giao hữu của Brasil ở Mỹ, thi đấu với đội chủ nhà và El Salvador, sau khi Fagner rút lui vì chấn thương. Anh đá trận ra mắt ĐTQG vào ngày 11 tháng 9 trước Salvador tại FedExField, chơi trọn 90 phút trong chiến thắng 5-0.
Tháng 5 năm 2019, anh được chọn vào đội hình 23 cầu thủ của Brazil cho Copa América 2019. Trong trận chung kết Copa América 2019 với Peru, Militão được vào sân thay cho Philippe Coutinho ở hiệp 2, trận đấu kết thúc với chiến thắng 3-1 dành cho Brasil.

## Thống kê sự nghiệp

### Câu lạc bộ
Tính tới ngày 22 tháng 5 năm 2021 
| Câu lạc bộ  | Mùa       | Giải quốc nội | Giải quốc nội | Giải quốc nội | Cúp quốc gia | Cúp quốc gia | Cúp Liên đoàn | Cúp Liên đoàn | Lục địa | Lục địa | Khác | Khác | Tổng cộng | Tổng cộng |
| Câu lạc bộ  | Mùa       | Hạng đấu      | Trận          | Bàn           | Trận         | Bàn          | Trận          | Bàn           | Trận    | Bàn     | Trận | Bàn  | Trận      | Bàn       |
| ----------- | --------- | ------------- | ------------- | ------------- | ------------ | ------------ | ------------- | ------------- | ------- | ------- | ---- | ---- | --------- | --------- |
| Sao Paulo   | 2017      | Série A       | 22            | 2             | 0            | 0            | —             | —             | -       | -       | -    | -    | 22        | 2         |
| Sao Paulo   | 2018      | Série A       | 13            | 1             | 6            | 1            | —             | —             | 2       | 0       | 14   | 0    | 35        | 2         |
| Sao Paulo   | Tổng cộng | Tổng cộng     | 35            | 3             | 6            | 1            | —             | —             | 2       | 0       | 14   | 0    | 57        | 4         |
| Porto       | 2018–19   | Primeira Liga | 29            | 3             | 6            | 0            | 3             | 0             | 9       | 2       | 0    | 0    | 47        | 5         |
| Real Madrid | 2019–20   | La Liga       | 15            | 0             | —            | —            | 2             | 0             | —       | —       | 3    | 0    | 20        | 0         |
| Real Madrid | 2020–21   | La Liga       | 14            | 1             | —            | —            | 1             | 1             | —       | —       | 6    | 0    | 21        | 2         |
| Real Madrid | Tổng cộng | Tổng cộng     | 29            | 1             | 0            | 0            | 3             | 1             | 0       | 0       | 9    | 0    | 41        | 2         |
| Tổng cộng   | Tổng cộng | Tổng cộng     | 93            | 7             | 14           | 2            | 14            | 2             | 3       | 0       | 20   | 2    | 144       | 11        |

1. ↑  Bao gồm Copa do Brasil và Taça de Portugal
2. ↑  Bao gồm Taça da Liga
3. ↑  Ra sân tại giải Copa Sudamericana
4. ↑  Ra sân tại giải Campeonato Paulista
5. 1 2  Ra sân tại giải Champions League

### Quốc tế
Tính đến 20 tháng 6 năm 2023
| Brasil    | Brasil | Brasil |
| Năm       | Trận   | Bàn    |
| --------- | ------ | ------ |
| 2018      | 1      | 0      |
| 2019      | 7      | 0      |
| 2021      | 11     | 1      |
| 2022      | 8      | 0      |
| 2023      | 3      | 1      |
| Tổng cộng | 30     | 2      |

Bàn thắng và kết quả của Brasil được để trước.
| # | Ngày                | Địa điểm                                             | Số trận | Đối thủ | Bàn thắng | Kết quả | Giải đấu          |
| - | ------------------- | ---------------------------------------------------- | ------- | ------- | --------- | ------- | ----------------- |
| 1 | 27 tháng 6 năm 2021 | Sân vận động Olympic Pedro Ludovico, Goiânia, Brasil | 13      | Ecuador | 1–0       | 1–1     | Copa América 2021 |
| 2 | 17 tháng 6 năm 2023 | Sân vận động RCDE, Barcelona, Tây Ban Nha            | 30      | Guinée  | 3–1       | 4–1     | Giao hữu          |

## Danh hiệu
Real Madrid
- La Liga: 2019–20[25], 2021–22[26], 2023–24[27]
- Copa del Rey: 2022–23
- Supercopa de España: 2019–20,[28], 2021–22,[29] 2023–24
- UEFA Champions League: 2021–22, 2023–24
- UEFA Super Cup: 2022, 2024
- FIFA Club World Cup: 2022

Brasil
- Copa América: 2019[30]

Cá nhân
- Hậu vệ Primeira Liga của tháng: Tháng 9 năm 2018, Tháng 10 / Tháng 11 năm 2018, Tháng 12 năm 2018, Tháng 1 năm 2019 [31]
- Đội hình tiêu biểu của Primeira Liga: 2018–19[32]
- Giải cầu thủ fair-play Primeira Liga: 2018–19[33]